# Oneonta (Alabama)
Oneonta es una ciudad estadounidense ubicada en el condado de Blount en el estado de Alabama. En el censo de 2020, su población era de 6938 habitantes.

## Demografía
En el 2000 la renta per cápita promedia del hogar era de $ 28.620$, y el ingreso promedio para una familia era de 40.125$. El ingreso per cápita para la localidad era de 16.166$. Los hombres tenían un ingreso per cápita de 30.430$ contra 19.531$ para las mujeres.

## Geografía
Oneonta está situado en 33°56′32″N 86°28′43″O / 33.94222, -86.47861 (33.942303, -86.478774).
Según la Oficina del Censo de los EE. UU., la ciudad tiene un área total de 15,42 millas cuadradas (39,94 km²).